# دافني فيتزباتريك
دافني فيتزباتريك (بالإنجليزية: Daphne Fitzpatrick)‏ هي فنانة أمريكية، ولدت في 1964 في لونغ آيلند في الولايات المتحدة.